# Villiaumite
La villiaumite è un minerale, un fluoruro di sodio, appartenente al gruppo dell'halite.
Il nome deriva da Charles Maxime Villiaume, esploratore e ufficiale artigliere francese che la trovò in Guinea.
Descritta per la prima volta da Antoine François Alfred Lacroix, mineralogista e geologo francese, che nel 1908 la reperì nella collezione di Villiaume.

## Abito cristallino
Si presenta in cubi imperfetti.

## Origine e giacitura
Si osserva esclusivamente in rocce eruttive alcaline del tipo sieniti nefeliniche e affini, soprattutto quando contengono quantità notevoli di sodio anziché di calcio; infatti se è il calcio a trovarsi in quantità notevoli non si parla più di villiaumite, bensì di fluorite. La paragenesi è con astrofillite, nefelina e sodalite.

## Forma in cui si presenta in natura
In natura si presenta in aggregati granulari o in piccole masse spatiche; raramente in cristalli.

## Caratteri fisico-chimici
Solubile in acqua fredda. Fonde facilmente. A differenza del fluoruro di sodio artificiale che è di colore bianco, il colore rosso ciliegia della villiaumite è dovuto probabilmente a difetti reticolari, come accade nel salgemma, formatisi per azione delle radiazioni.
- È fluorescente ai raggi UV in rosso[2]
- Peso molecolare: 41,99 gm
- Indice di fermioni: 0[2]
- Indice di bosoni: 1[2]
- Fotoelettricità: 1,08 barn/cc[2]
- Pleocroismo: forte[3]
  - E: giallo[3]
  - O: da rosa a carminio scuro[3]
- Birifrangenza: debole ed anomala[3]

## Località di ritrovamento
Sulle isole di Los, in Guinea, dove si trova associata ad eucolite e låvenite e anche apofillite; a Lovozero, nel massiccio di Khibin, in Russia, dove forma aggregati di qualche centimetro in un deposito di apatite; tracce se ne trovano anche ad Ilimaussak, in Groenlandia.
In Italia la si rinviene nelle fumarole del Vesuvio.